# Fairytale (chanson de Eneda Tarifa)
Pour les articles homonymes, voir Fairytale.
Chansons représentant l'Albanie au Concours Eurovision de la chanson
I'm Alive
(2015) World
(2017)
Fairytale (en français « Conte de fées ») est la chanson de Eneda Tarifa qui représente l'Albanie au Concours Eurovision de la chanson 2016 à Stockholm.
Le 12 mai 2016, lors de la 2de demi-finale , elle termine à la 16e place avec 45 points et par conséquent n'est pas qualifiée pour la finale.